# Phoniscus
Phoniscus — рід ссавців родини лиликових.